# Siderops
Siderops — вимерлий рід темноспондилів надродини Brachyopoidea. Відомий з добре збереженого скелета. Жив на території Австралії за ранньої юри, близько 176.6 млн років тому. Таким чином, є одним із найпізніших відомих темноспондилів, молодші лиш деякі азійські брахіопіди з середини й кінця юри та інший член Chigutisauridae, Koolasuchus із ранньої крейди Австралії.
При довжині близько 2.7 метра, сідеропс був доволі крупною амфібією. Подібно до інших брахіопоїдів, мав доволі короткий череп із очима посадженими близько до носа. Вів, імовірно, спосіб життя прісноводного хижака.